# Praia do Caramujo
A Praia do Caramujo é uma praia agreste do município de São Mateus, estado do Espírito Santo.